# ケルマーンシャー
ケルマーンシャー（ペルシア語: کرمانشاه; Kermānshāh  発音}）は、イランのケルマーンシャー州の都市である。ケルマーンシャー州の州都である。イラン西部に位置し、テヘランから525kmの距離にあり、イラクとの国境からおよそ120kmの距離にある。 ケルマーンシャーの気候は大陸性気候である。人口は946,651人（2016年推計値）である。住人の大部分は、ペルシア語かクルド語を話す。宗教は多様であり、イスラム教、アッシリア東方教会、バハイ教、ユダヤ教、アルメニア使徒教会の人々がおり、イスラム教シーア派の人数が一番多い。ケルマンシャーと表記されることがある。

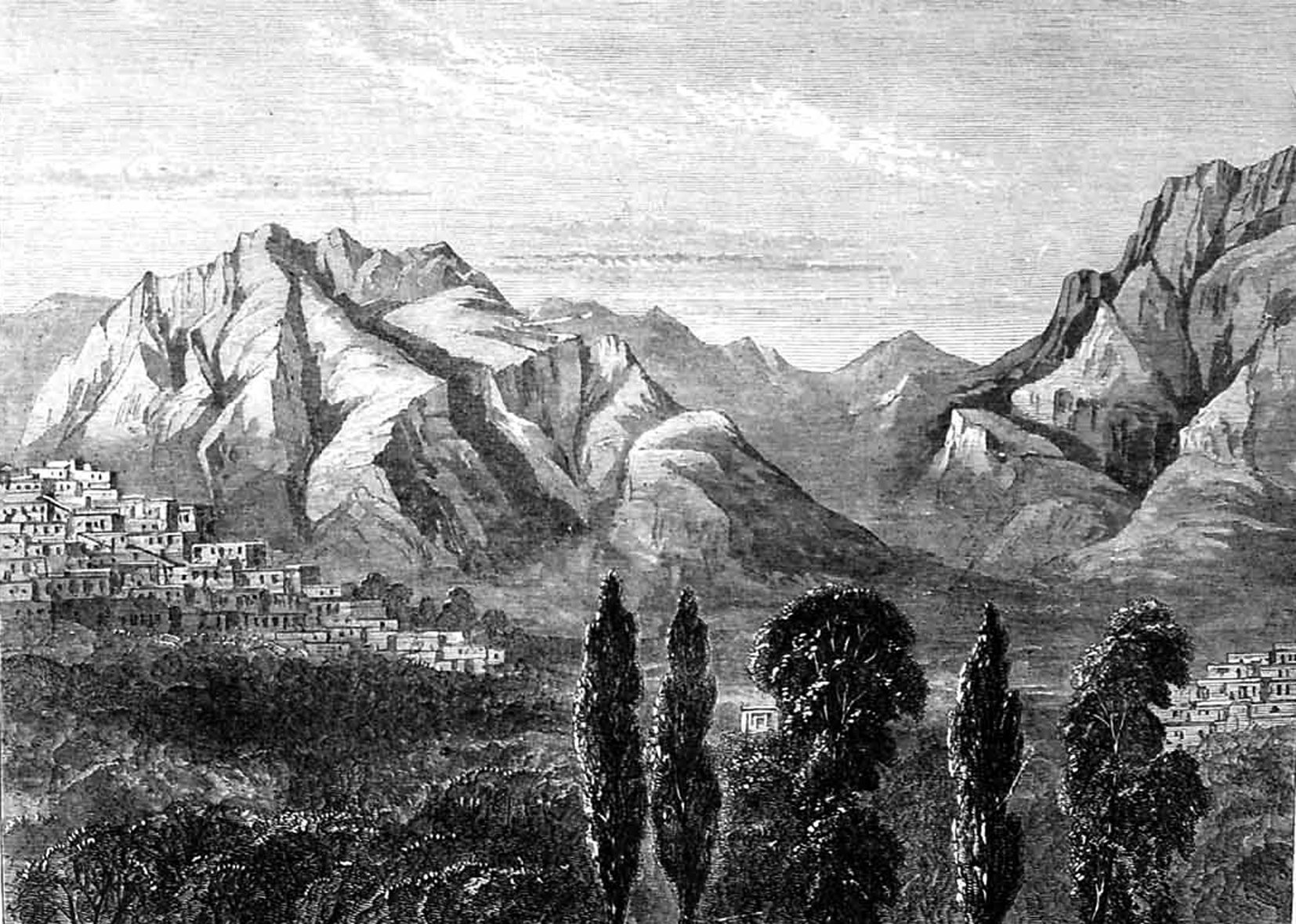
A view of Kermanshah in mid 19th century- toward south, Farokhshad Mt. and Wasi Mt. are visible at background

## 交通
- シャヒード・アシュラーフィー・エスファハーニー空港

## 観光
- ターク・イ・ブスタン
- ベヒストゥン碑文